# Saint-Julien-les-Villas
Saint-Julien-les-Villas – miejscowość i gmina we Francji, w regionie Grand Est, w departamencie Aube. Przez miejscowość przepływa Sekwana. 
Według danych na rok 1990 gminę zamieszkiwało 6027 osób, a gęstość zaludnienia wynosiła 1146 osób/km².